# Mathieu Montcourt
Mathieu Montcourt (ur. 4 marca 1985 w Paryżu, zm. 6 lipca 2009 w Boulogne-Billancourt) – francuski tenisista.
Karierę tenisową rozpoczął w roku 2002. W grze pojedynczej wygrał trzy turnieje rangi ATP Challenger Tour oraz trzy imprezy rangi ITF Men's Circuit. Najwyżej sklasyfikowany w rankingu singlistów był w czerwcu 2009 na 104. miejscu, natomiast w zestawieniu gry podwójnej pod koniec lipca 2007 zajmował 314. pozycję.
Dnia 6 lipca 2009 roku został znaleziony martwy przez swoją dziewczynę na zewnątrz swojego domu w Boulogne-Billancourt. Autopsja wykazała, że przyczyną śmierci Montcourta było nagłe zatrzymanie krążenia. Dnia 5 listopada 2009 roku kort nr 3 w kompleksie kortów im. Rolanda Garrosa w Paryżu, został nazwany jego imieniem.